# Hanns Georg Khlain

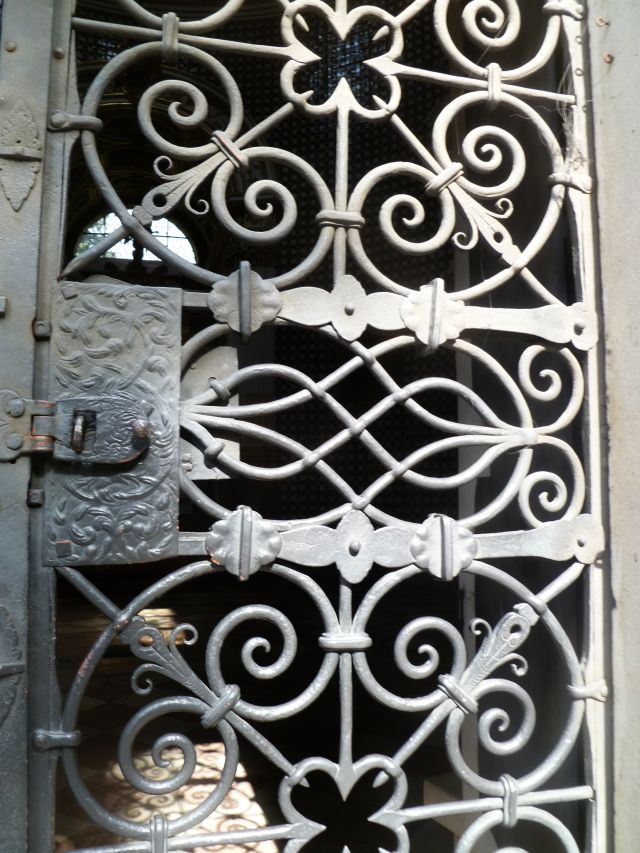
Türgitter zur Gabrielskapelle auf dem St. Sebastiansfriedhof

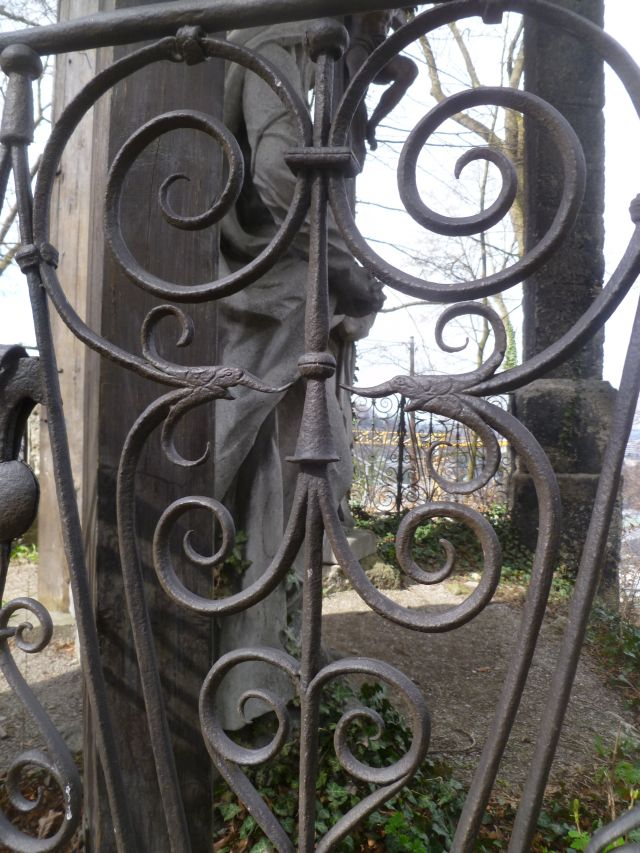
Detail des Gitters bei der Kreuzigungsgruppe auf dem Kapuzinerberg

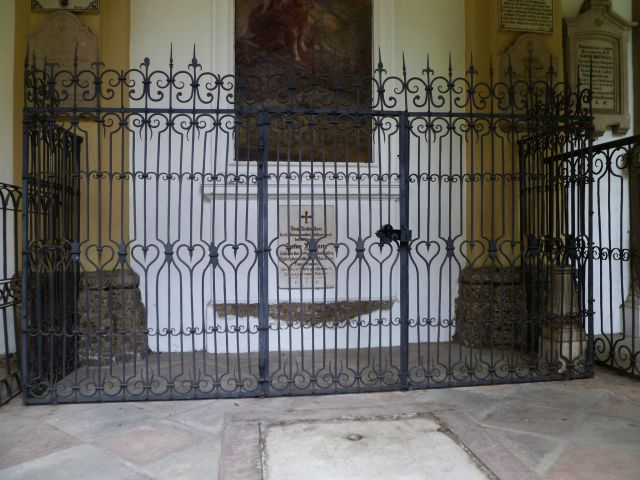
Grabgitter auf dem Sebastiansfriedhof

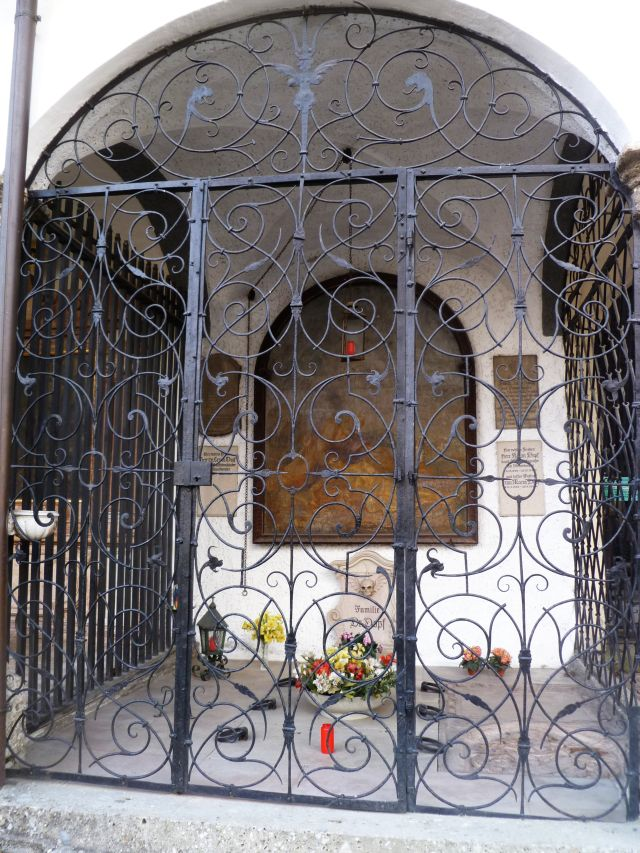
Grabgitter auf dem St. Petersfriedhof

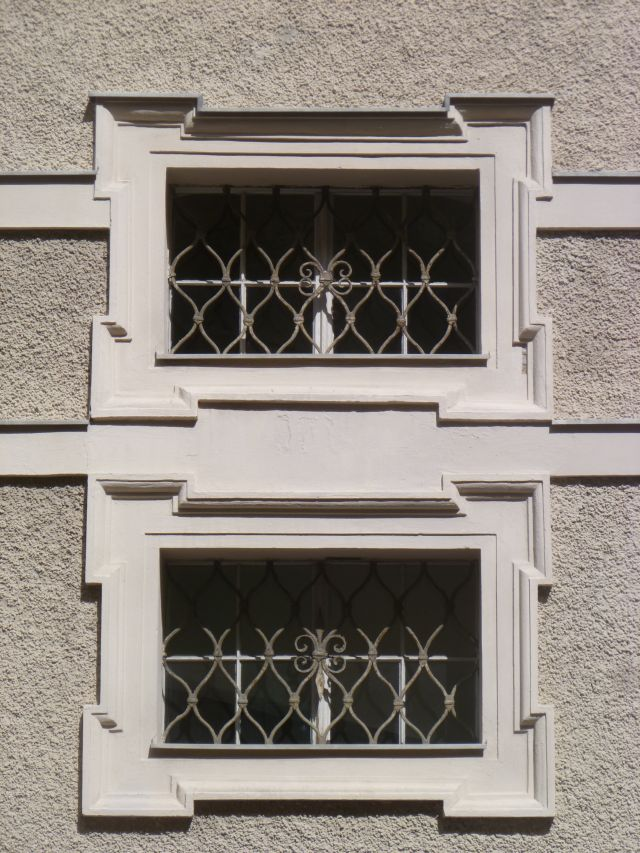
Fenstergitter in der Franziskanerkirche

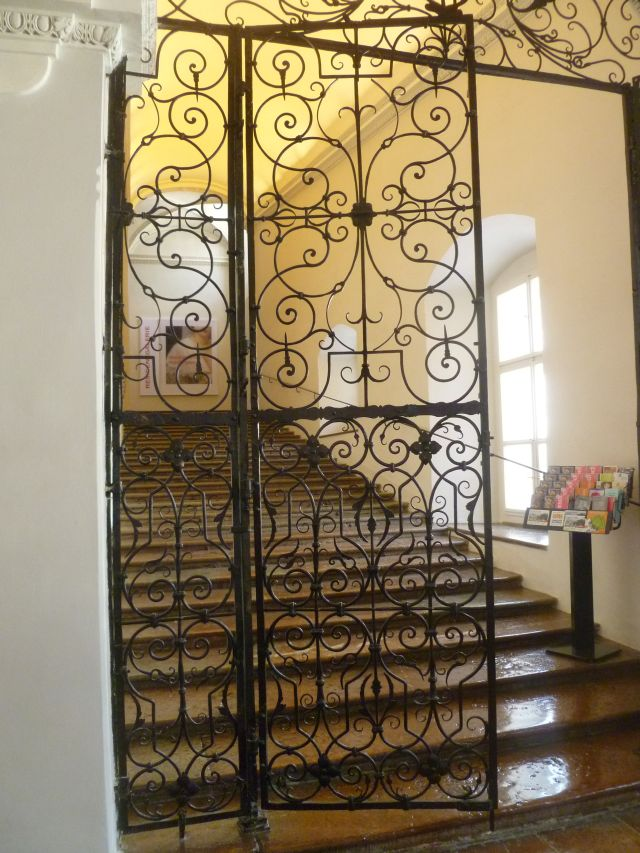
Prunkgitter in der Salzburger Residenz

Hanns Georg Khlain (* 16. Jahrhundert unsicher in Salzburg; † 1636 in Salzburg) war ein bedeutender Schlossermeister der Spätrenaissance in Salzburg.

## Leben
Die Handwerkerfamilie der Khlains ist in Salzburg um 1600 mehrmals nachgewiesen, so gab es einen Gürtler namens Hanns Jakob Khlain und den Schuster und späteren Wirt Hanns Khlain. 
Der Name des Hanns Georg Khlain tritt erstmals 1614 mit seinem Eintrag in das Bürgerbuch der Stadt Salzburg in Erscheinung. Zugleich stammt aus diesem Jahr eine Verwarnung durch den Rat der Stadt wegen „eines Streites mit den Wälschen“. Dieser späte Eintrag in das Bürgerbuch ist darauf zurückzuführen, dass Khlain seine früheren Aufträge vom Fürsterzbischof Wolf Dietrich von Raitenau bekommen hatte. Nach den damaligen Bestimmungen waren Adelige, Geistliche, Beamte, Personen, die zur Hofhaltung des Fürsterzbischofs gehörten, oder eben auch Handwerker im Dienste des Fürsterzbischofs vom Eintrag in das Bürgerbuch ausgeschlossen. Nachdem Wolf Dietrich 1611 wegen seines Streites mit den Bayern von seinem Neffen und Nachfolger Markus Sittikus von Hohenems festgenommen und für den Rest seines Lebens in der Festung Hohenwerfen eingesperrt worden war, wurde auch Khlain aus dem Dienst beim Erzbischof entlassen und er konnte Bürger der Stadt werden. Dies wieder war Voraussetzung für die Unterstellung unter die Stadthauptmannschaft, welche wiederum für die Bestellung der Zechmeister (Zunftmeister) verantwortlich war. Der fürstliche Hof setzte sich nachdrücklich für seine Aufnahme als Bürger ein („am 25. july 1614: Hanns Georg Clain ist auf fürst. Befehl zu einem Bürger an- und aufgenommen und ihme das Bürgerrecht P. 6 fl. geschöpft worden“). Im Stadtratsprotokoll von 15. May 1615 wird vermerkt, dass Khlain sein Meisterstück vorgelegt und „derweilen das Handtwerch Khain mangel nit genfundten, noch darob bedenkhen haben, ist er zum meister declariert worden“.
In einer Steuerbeschreibung von 1623 taucht der Name Khlain mit Wohnort im Oberbrückenviertel (ohne Hausangabe) auf, das ist heute der Bereich der Linzergasse ab der Bergstraße. 
Die letzte Zeichnung über ein von ihm verfertigtes Prachtgitter stammt vom 10. März 1635, also kurz vor Ausbruch der großen Pestepidemie, die ein Drittel der Salzburger Stadtbevölkerung hinweggerafft hat. Khlain dürfte 1636 während dieser Epidemie verstorben sein. Er hat keine Kinder oder Nachfolger in seinem Geschäft hinterlassen.

## Werk
Von Khlain sind 24 Skizzenblätter mit 27 Zeichnungen erhalten, die großteils 1859 an das Stuttgarter Kupferstichkabinett verkauft wurden. Ein Blatt verblieb in Salzburg. Alle sind in der Zwischenzeit sowohl in kunstgeschichtlichen Arbeiten wie auch in Musterbüchern für Kunstschlosser veröffentlicht worden. Alle Skizzen sind auf Büttenpapier aufgebracht; zuerst wurden sie mit Bleistift vorgezeichnet und dann mit einem Pinsel und schwarzer Farbe nachgemalt. Aufgrund der Pinselmalerei sind die Zeichnungen im Vergleich zu den Originalen nicht maßstabsgetreu ausgeführt. Auf acht Blättern hat Khlain Vermerke angebracht, die sich teils auf den Aufstellungsort, teils auf Größenangaben bezogen. 
Seine Schaffenszeit liegt zwischen 1602 und 1635. Erhalten sind die Schmiedeeisengitter von 1602 an der Gabrielskapelle im St. Sebastians Friedhof; weitere Arbeiten beziehen sich auf Gruftgitter in diesem Friedhof (Wandgräber 57 und 59 im Ostflügel, Wandgrab 83 im Südflügel, Wandgrab 24 im Nordflügel) und im Bruderhof St. Sebastian (um 1605–1610; Gittertüre und Fenstergitter). Im Süd- und Osttrakt der sog. Dietrichsruh wird die Palierstiege mit einem schmiedeeisernen Podestgeländer von Khlain abgeschlossen (um 1600). Der Hof im Wallistrakt der Residenz wurde mit einem Khlainschen Gittertor abgeschlossen (auch um 1600); allerdings ist nur der linke Flügel original, der rechte wurde zwischen 1925 und 1930 ergänzt (jetziger Aufstellungsort ist die Tropfsteingrotte unter den Arkaden des alten Kapitelgartens; beachtenswert sind die Ziselierungen auf den Blättern und Blüten). Das in Salzburg verbliebene Skizzenblatt bezieht sich auf den Stiegenabschluss im ersten Stock sowie auf das Fenstergitter zum Carabinieresaal der Residenz (um 1610). Zwei Fensterkörbe für die Oratorien in der Franziskanerkirche sind um das Jahr 1606 gefertigt worden (hier sind die sog. Khlainrosetten auffällig). 
Für die drei Seitenkapellen in der Müllner Kirche, die als Grabkapellen für die Brüder des Fürsterzbischofs Wolf Dietrich dienen (vermutlich beginnend mit der Zeit des Kirchenumbaus von 1607), hat Khlain die Kapellengitter verfertigt (Kapelle 1: Hans Werner von Raithenau, Malteserordens-Komtur; Kapelle 2: Hans Rudolf von Raithenau und seine Gattin Sydonie Freiin Welsperg; Kapelle 3: Hans Ulrich Edler Herr auf Raithenau, Deutschordens-Komtur). Von 1612 stammen auch die Gitter für die Kreuzigungsgruppe am Kapuzinerberg; auffallend sind hier die Details eines Elefantenkopfes und die Stabverstärkung mittels einer Tulpe. 
Für das Stift Nonnberg hat Khlain 1624–1625 die Gitter der Gruftkapellen an der Südseite der Kirche angefertigt (bemerkenswert ist u. a. die kunstvolle Spindelblume im mittleren Kapellengitter). Auch das Gitter zur Gruft St. Gertraud stammt von ihm. 
Auch im St. Petersfriedhof findet man Werke Khlains (Laube XLIX, Laube LI, Laube LIII). 
Verloren gegangen sind etliche Arbeiten, die Khlain für den Salzburger Dom anfertigte (Skizzenblatt Nr. 27) und die einer angeblichen Verschönerung des Domes zum Opfer gefallen sind. Ein Teil davon ist – soweit die Ausmaße passten – an anderen Orten aufgestellt worden bzw. es wurden zumindest deren Rahmen wiederverwendet, ein Teil ist aber zu Nägeln verschmiedet worden. 
Die Wirkung Khlains ist auch daran zu ermessen, dass seine Skizzen bis in das 19. Jahrhundert in Musterbüchern für die Schmiedekunst abgedruckt wurden.